# 日本の人形劇団一覧
日本の人形劇団一覧（にほんのにんぎょうげきだんいちらん）は現在活動をしている人形劇団の一覧を示す。
この一覧に追加を行う方へ。できる限り団体の記事を作成してから追加するようお願いします。

## 北海道・東北地区
- 人形劇団えりっこ（北海道）

## 関東地区
- 人形劇団ポポロ（東京都東村山市）
- あ・ぶ・ぶ＠人形劇場（神奈川県）
- エツコワールド（東京都）
- オフィスやまいも（東京都府中市）
- 人形劇団ひとみ座（神奈川県川崎市）
- デフ・パペットシアターひとみ（神奈川県川崎市）
- ぱぴぷぺぽ劇場（千葉県）
- ボーボーズパペットシアター（神奈川県）
- 井村淳と仲間たち（東京都）
- 影絵劇団かしの樹（埼玉県）
- 劇団貝の火（東京都）
- 劇団小さいお城（東京都）
- 現代人形劇グラシオブルオ（東京都）
- 高津人形座（神奈川県）
- 財団法人すぎのこ文化振興財団（東京都）
- 人形一座ほけキョ影絵芝居（千葉県）
- 人形劇 童心座（千葉県）
- 人形劇場 だぶだぶ（東京都）
- 人形劇団エミ（東京都）
- 人形劇団くぐつ（栃木県）
- 人形劇団じろっぽ（東京都）
- 人形劇団ひぽぽたあむ（神奈川県）
- 人形劇団プーク（東京都新宿区）
- 人形劇木ぐつの木（東京都）
- 総合工作芸術だるま森（東京都）
- かわせみ座（東京都）
- 人形劇団ピコット（東京都）
- 人形劇のあかぱんつ（東京都）

## 中部地区
- 人形芝居燕座（長野県松本市）
- 竹田人形座（長野県飯田市）
- 人形芝居くりちゃん（静岡県）
- 茶問屋ショーゴ（静岡県牧之原市）
- シアターポッポ（静岡県）
- 人形劇団ばんび（愛知県）
- 人形劇団むすび座（愛知県）
- ひと組（愛知県）
- 人形劇団バン（愛知県）
- 人形工房・アトリエ羅道（愛知県）
- 芝居しし丸カンパニー（愛知県）
- ほんわかシアター（愛知県）
- 人形劇団ちんどん（愛知県）
- よろず劇場とんがらし（愛知県）
- 人形劇団ぽけっと（岐阜県土岐市）
- 人形劇団どむならん（三重県伊勢市）
- 人形劇団とんと（福井県）
- 人形劇とぴア（福井県坂井市）

## 近畿地区
- 人形劇団・トロッコ（滋賀県）
- 人形劇団ゆりかご（京都府）
- パペットシアターらせんくらぶ（京都府）
- くわえ・ぱぺっとステージ（京都府）
- 劇団京都人形劇場（京都府）
- 人形劇団京芸（京都府）
- 西川禎一おひとり座（京都府）
- 人形劇場かくれんぼ（京都府）
- 人形劇団ぽー（大阪府）
- 人形劇団 クラルテ（大阪府）
- せっぽく座（大阪府）
- 劇団カッパ座（大阪府）
- 人形劇トムテ（大阪府）
- ハナ☆ジョス(ワヤン・クリ)（大阪府）
- 糸あやつり人形劇団 みのむし（兵庫県）
- 工房太郎（兵庫県）
- 人形劇団ココン（奈良県）

## 中国・四国・九州地区
- とらまる人形劇団（岡山県）
- 人形劇団ののはな（福岡県）
- 人形芝居ひつじのカンパニー（福岡県）
- からこま座（福岡県柳川市）
- 人形劇団かん（長崎県）
- 人形劇団かじまやぁ（沖縄県）